# Mädchen Amick
Mädchen Amick (Reno, 12 de desembre del 1970) és una actriu estatunidenca, coneguda per les seves actuacions a la sèrie Twin Peaks (1990-1991), a videoclips i pel·lícules com Dream Lover. És coneguda pels seus dots artístics i carismàtica personalitat.

## Biografia
És filla de Judy Ross, gerenta d'un consultori mèdic i de Bill Amick, un músic d'origen alemany. Amb disset anys s'interessà per l'actuació. Viatjà a Los Angeles per estudiar art dramàtica i, gràcies a la xarxa de contactes, aviat començà a participar en sèries de televisió com Star Trek: La nova generació i en la sèrie de culte Twin Peaks, on aconseguí reconeixement pel seu paper com a Shelly Johnson.
També ha participat en sèries com Gilmore Girls i protagonitzà la pel·lícula de terror Sleepwalkers, basada en la novel·la homònima de Stephen King.

## Filmografia
| Pel·lícula | Pel·lícula                                                      | Pel·lícula               | Pel·lícula |
| Any        | Pel·lícula                                                      | Paper                    | Notes |
| ---------- | --------------------------------------------------------------- | ------------------------ | --- |
| 1990       | Don't Tell Her It's Me                                          | Mandy                    | Títol alternatiu: The Boyfriend School                                                                                            |
| 1991       | The Borrower                                                    | Megan                    | |
| 1992       | Somnàmbuls (Sleepwalkers)                                       | Tanya Robertson          | Títols alternatius: Stephen King's Sleepwalkers Sleepstalkers                                                                     |
| 1992       | Twin Peaks: Els últims dies de Laura Palmer (Fire Walk With Me) | Shelly Johnson           | |
| 1994       | L'amant ideal                                                   | Lena Mathers             | |
| 1994       | Trapped in Paradise                                             | Sarah Collin             | |
| 1995       | French Exit                                                     | Zina                     | |
| 1996       | Bombshell                                                       | Angeline                 | |
| 1997       | Wounded                                                         | Julie Clayton            | |
| 1998       | Twist of Fate                                                   | Rachel Dwyer             | Títol alternatiu: Psychopath |
| 2000       | The List                                                        | Gabrielle Mitchell       | |
| 2001       | Face to Face                                                    | Jamie                    | Títol alternatiu: Italian Ties |
| 2001       | Scenes of the Crime                                             | Carmen                   | |
| 2002       | Global Effect                                                   | Dr. Sera Levitt          | |
| 2005       | Four Corners of Suburbia                                        | Rachel Samson            | |
| 2010       | Priest                                                          | Shannon                  | postproducció |
| Televisió  |                                                                 |                          | |
| Any        | Títol                                                           | Paper                    | Notes |
| 1989       | Star Trek: La nova generació (Star Trek: The Next Generation)   | Anya                     | Episodi: "The Dauphin" |
| 1989       | Baywatch                                                        | Laurie Harris            | Episodi: "Panic at Malibu Pier"                                                                                                   |
| 1990       | Jury Duty: The Comedy                                           | Miss Doddsworth          | Telefilm |
| 1990       | I'm Dangerous Tonight                                           | Amy                      | Telefilm |
| 1990-1991  | Twin Peaks                                                      | Shelly Johnson           | 30 episodis |
| 1991       | For the Very First Time                                         | Rhonda                   | Telefilm |
| 1993       | Love, Cheat & Steal                                             | Lauren Harrington        | Telefilm |
| 1995       | The Courtyard                                                   | Lauren                   | Telefilm |
| 1995       | Fallen Angels                                                   | Mrs. Cordell             | Episodi: "Love and Blood" |
| 1995-1996  | Central Park West                                               | Carrie Fairchild         | 21 episodis |
| 1997       | Heartless                                                       | Ann "Annie" O'Keefe      | Telefilm |
| 1998       | The Hunted                                                      | Samantha Clark           | Telefilm |
| 1998       | Fantasy Island                                                  | Ariel                    | 13 episodis |
| 1999       | Dawson's Creek                                                  | Nicole Kennedy           | Episodis: "Psychic Friends", "A Perfect Wedding","Reunited"                                                                       |
| 1999       | Mr. Rock 'n' Roll: The Alan Freed Story                         | Jackie McCoy             | Telefilm |
| 2001       | Hangman                                                         | Grace Mitchell           | Telefilm |
| 2002       | The Rats                                                        | Susan Costello           | Telefilm |
| 2002-2003  | Gilmore Girls                                                   | Sherry Tinsdale          | Episodis: "It Should Have Been Lorelai", "Take the Deviled Eggs...","Dear Emily and Richard"                                      |
| 2003       | Queens Supreme                                                  | Lisa Salinger            | 1 episodi |
| 2003       | Wild Card                                                       | Crystal Stevenson        | Episodi: "Black Sheep" |
| 2003       | Ed                                                              | Celeste "CeCe" Royce     | Episodi: "Home for Christmas" |
| 2004-2005  | ER                                                              | Wendall Meade            | 10 episodis |
| 2005       | Lies and Deception                                              | Jean Brooks              | Telefilm |
| 2005       | Jake in Progress                                                | Kylie                    | Episodis: "Pilot","Check Please"                                                                                                  |
| 2005       | Joey                                                            | Sara                     | Episodis: "Joey and the Neighbor","Joey and the Spying","Joey and the Temptation","Joey and the Moving In","Joey and the Breakup" |
| 2005-2006  | Freddie                                                         | Allison                  | 22 episodis |
| 2006       | Law & Order                                                     | Alissa Goodwyn           | Episodi: "Home Sweet Home" |
| 2006-2007  | Kidnapped                                                       | Yvonne Guttman           | Episodis: "Burn, Baby, Burn","Gone Fishing","Impasse"                                                                             |
| 2007       | Viva Laughlin                                                   | Natalie Holden           | 3 episodis |
| 2008       | Shark                                                           | Gina Romero              | Episodi: "One Hit Wonder" |
| 2008       | The Verdict                                                     | Christine                | Telefilm |
| 2008       | Gossip Girl                                                     | Catherine                | Episodis: "Summer, Kind of Wonderful","Never Been Marcused","The Dark Night","The Ex Files"                                       |
| 2008       | My Own Worst Enemy                                              | Angie Spivey             | 13 episodis |
| 2008       | Californication                                                 | Janie Jones              | 5 episodis |
| 2009       | The Law                                                         | Liz                      | |
| 2009       | Danys i perjudicis (Damages)                                    | Danielle Marie Marchetti | Tercera temporada |
| 2010       | CSI:NY                                                          | Aubrey Hunter            | Episodi: "Pot of Gold" |
| 2017       | Riverdale                                                       | Alice Cooper             | |